# Ägidius Faber

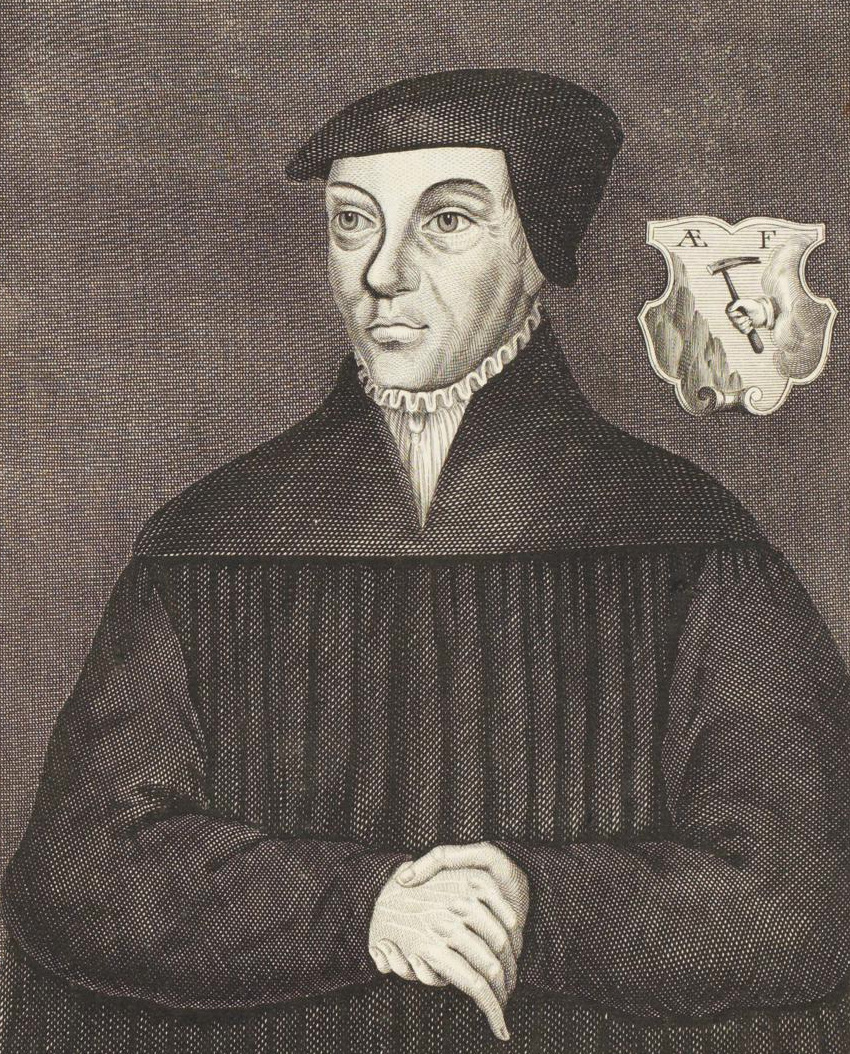
Ägidius Faber

Ägidius Faber (* um 1490 in Kremnitz; † 6. April 1558 in Boizenburg) war ein ungarisch-deutscher lutherischer Theologe.

## Leben
Faber hatte sich in Buda vorgebildet und musste vor den Türken nach Deutschland fliehen. Über Augsburg ging er 1530 als Magister an die Universität Wittenberg. Dort lernte er die Reformatoren Martin Luther, Philipp Melanchthon und Justus Jonas den Älteren kennen.
1531 ging er als Prediger nach Schwerin und wurde dort 1534 Hofprediger des Herzogs Heinrich V. In dieser Funktion visitierte er 1535 das Herzogtum. Fabers Streitschrift Von dem falschen Blut und Abgott im Thum zu Schwerin von 1533, die sich gegen die ausschweifende Verehrung der Heilig-Blut-Reliquie im Schweriner Dom richtet, leitete die Reformation in der Stadt ein. 1538 wurde er suspendiert und wechselte 1540 an den Liegnitzer Hof von Herzog Friedrich II. Im Oktober 1543 wurde er Pfarrer in Dessau und kehrte nach 1548 nach Liegnitz zurück. Da ihn der Herzog von Liegnitz 1549 mit Haft belegte, weil er ihn zum Gottesdienstbesuch ermahnt hatte, wechselte er wiederum das Pfarramt und ging nach Boizenburg. 
Faber wird im Allgemeinen als Vertreter der lutherischen Lehre angesehen, der sich unbeugsam gegen die abergläubischen Tendenzen im Kirchenwesen einsetzte.

## Werkauswahl
- Der Psalm Miserere, deutsch ausgelegt. Wittenberg 1531
- Von dem falschen Blut und Abgott im Thum zu Schwerin. Wittemberg 1533, urn:nbn:de:bvb:12-bsb00021415-2.